# Adelaide Foti
Adelaide Foti (Firenze, 13 maggio 1930 – Firenze, 20 novembre 2014) è stata un'attrice, regista, insegnante teatrale, scrittrice e sceneggiatrice italiana.

## Biografia
Attrice bambina dello storico Teatro della Fiaba di Firenze, Adelaide Foti è stata la pioniera dell’insegnamento del teatro nelle scuole fiorentine. Nel 1979 fonda la Compagnia Stabile del Teatro Reims di Firenze. Con la nascita della Chiesa del Corpus Domini al Bandino e del suo salone da conferenze (non ancora Teatro Reims), per volontà del parroco si formò subito un gruppetto di attori o aspiranti tali, pieni di entusiasmo e buona volontà che si dette da fare con gli spettacoli ed il volontariato, tanto da dotare la sala di un parco lampade, di un sipario e dell’assito di legno per la pavimentazione del palcoscenico. La Compagnia Stabile di Adelaide Foti fu dunque la prima compagnia del Teatro Reims. Il nuovo Teatro Reims poté così ospitare anche varie programmazioni Rai, allora popolarissime, quali Botta e risposta, diretta da Silvio Gigli e La corrida, diretta da Corrado. La Compagnia di Adelaide Foti ha rappresentato in Firenze circa una sessantina di commedie che hanno toccato tutti i generi teatrali, dal drammatico al brillante fino al vernacolo. I capocomici della compagnia sono stati gli attori Roberto Faggi e Andrea Nannelli, seguiti dalla caratterista Maddalena Ceredi. In tanti anni di attività ininterrotta, ha collezionato numerosi premi e riconoscimenti, vincendo o raggiungendo i primi posti in classifica in numerose rassegne di molti teatri toscani. Negli anni '90 viene chiamata a recitare in svariati film, in particolare quelli diretti dai fratelli Taviani e Frazzi, come il ruolo della maestra nella fiction Rai Don Milani - Il priore di Barbiana insieme a Sergio Castellitto. Nel 1999 pubblica edito da Polistampa "Avevo un bel pallone rosso e blu", il suo diario di bambina scritto e illustrato durante i giorni che portarono alla Battaglia di Firenze del 1944. Da questo libro è stata tratta una rappresentazione teatrale: "La martinella", titolo in onore al nome della campana che l'11 agosto del '44 suonò per la liberazione della città dal giogo dei tedeschi. Nel 2003 Adelaide Foti fonda la Compagnia Art'è (divenuta poi nel 2008 Compagnia Giovani del Teatro Reims), formata da un gruppo di giovani allievi, selezionati dai suoi laboratori teatrali. La Compagnia Giovani, diretta da Niccolò Biffoli con a capocomico Lorenzo Andreaggi, porterà in scena commedie e spettacoli comici fino all'anno 2015. Nel 2010 e nel 2011 debutta per le ultime due volte come attrice protagonista insieme a Manuelita Baylon al Teatro Puccini di Firenze con "Sorelle Materassi" di Aldo Palazzeschi e "Arsenico e vecchi merletti" di Joseph Kesselring. Adelaide Foti è stata la Presidente dell'Associazione Culturale Teatreria di Firenze. Alla scomparsa di "Bibi", come amava essere chiamata, la compagnia decise che a sostituirla nella direzione artistica ed amministrativa fosse un altro dei fondatori: l'attore Andrea Nannelli.

## Filmografia

### Cinema
- Donne con le gonne, regia di Francesco Nuti (1991)
- Fiorile, regia di Paolo Taviani e Vittorio Taviani (1993)
- Le affinità elettive, regia di Paolo Taviani e Vittorio Taviani (1996)
- Il cielo cade, regia di Andrea Frazzi e Antonio Frazzi (2000)
- Non ci credo, regia di Vanna Paoli (2006)
- I trabocchetti del Bandino, regia di Lorenzo Andreaggi (2011)
- Uscio e bottega, regia di Marco Daffra (2013)
- Anunnaki, regia di Lorenzo Andreaggi (2014)
- I peccatori del Paradiso, regia di Lorenzo Andreaggi (2015)

#### Documentari
- Quando gli Dei crearono l'uomo, regia di Lorenzo Andreaggi (2019)

### Televisione
- Don Milani - Il priore di Barbiana, regia di Andrea Frazzi e Antonio Frazzi (1997)

### Teatro
- È mezzanotte Dottor Schwettzer di Gilbert Cesbron, regia di Adelaide Foti (1980)
- Processo a Gesù di Diego Fabbri, regia di Adelaide Foti (1981)
- La nemica di Dario Nicodemi, regia di Adelaide Foti (1982)
- Qui comincia l'avventura del Signor Bonaventura di Sergio Tofano, regia di Adelaide Foti (1982)
- Lucrezia Borgia di Benedetto Prado, regia di Adelaide Foti (1982)
- La medicina di una ragazza malata di Paolo Ferrari, regia di Adelaide Foti (1983)
- Ginevra degli Almieri sepolta viva in Firenze (con Stenterello) adatt. di Adelaide Foti, regia di Adelaide Foti (1983)
- Non si dorme a Kirkwall di Alberto Perrini, regia di Adelaide Foti (1984)
- La sensale di matrimoni di Thornton Wilder, regia di Adelaide Foti (1984)
- La serenata al vento di Carlo Veneziani, regia di Adelaide Foti (1985)
- La baronessa schiccherona di Giulio Bucciolini, regia di Adelaide Foti (1986)
- Domanda di matrimonio di Anton Cechov, regia di Adelaide Foti (1986)
- L'allegra verità di Noel Coward, regia di Adelaide Foti (1987)
- Il casino di campagna di Augusto Kotzebue, regia di Adelaide Foti (1988)
- La mamma malata di Bruno Carbocci, regia di Adelaide Foti (1988)
- L'ereditiera di Ruth e Augustus Goetz, regia di Adelaide Foti (1988)
- Il medico per forza di Molière, regia di Adelaide Foti (1989)
- Chiù di Ferdinando Paolieri, adatt. di Adelaide Foti, regia di Adelaide Foti (1990)
- Vite in privato di Noel Coward, regia di Adelaide Foti (1990)
- Le tre figliole di Babbo Pallino di Mario Pompei, regia di Adelaide Foti (1991)
- La zia di Carlo di Brandon Thomas, regia di Adelaide Foti (1991)
- Le sorprese del divorzio di Alexandre Brisson, regia di Adelaide Foti (1991)
- Non si dorme a Kirkwall di Alberto Perrini, regia di Adelaide Foti (1992)
- Bisognino fa trottar la vecchia di Nando Vitali, regia di Adelaide Foti (1992)
- Il nudo e la nuda di Samy Fayad, regia di Adelaide Foti (1993)
- L'albergo del buon riposo di Saint Granier e Philippe Bonnieres, regia di Adelaide Foti (1993)
- La chiacchiera che gira di Silvio Zambaldi, regia di Adelaide Foti (1994)
- Giocondo Zappaterra di Giulio Bucciolini, regia di Adelaide Foti (1994)
- La mamma malata di Bruno Carbocci, regia di Adelaide Foti (1995)
- Lucrezia Borgia di Benedetto Prado, regia di Adelaide Foti (1995)
- La paura di buscarle di Georges Courteline regia di Adelaide Foti (1995)
- Le burle del Piovano Arlotto di Giulio Bucciolini, regia di Adelaide Foti (1996)
- Niente da dichiarare? di Maurice Hennequin e Pierre Veber, regia di Adelaide Foti (1997)
- Il villino di campagna di Adelaide Foti, regia di Adelaide Foti (1997)
- Non te li puoi portare appresso di Moss Hart e George Simone Kaufman, regia di Adelaide Foti (1998)
- Stenterello Rovinati cerca moglie di Adelaide Foti, regia di Adelaide Foti (1999)
- C'è sotto qualcosa di Giulio Bucciolini, regia di Adelaide Foti (1999)
- Sequenza n°13 di Nando Vitali e Carlo Martinelli, regia di Adelaide Foti (2000)
- La baronessa schiccherona di Giulio Bucciolini, regia di Adelaide Foti (2000)
- Il gatto in cantina di Nando Vitali, regia di Adelaide Foti (2001)
- Il villino di campagna di Adelaide Foti, regia di Adelaide Foti (2001)
- L'allegra verità di Noel Coward, regia di Adelaide Foti (2001)
- L'acqua cheta di Augusto Novelli, regia di Adelaide Foti (2002)
- La martinella di Adelaide Foti, regia di Adelaide Foti (2002)
- La bottega di Sghio di Giovanni Bongini, regia di Adelaide Foti (2002)
- Un cappello di paglia di Firenze di Eugène Labiche e Marc Michel, regia di Adelaide Foti (2003)
- Il medico per forza di Molière, regia di Adelaide Foti e Stefano Giuntoli (2003)
- La locandiera di Carlo Goldoni, regia di Adelaide Foti e Stefano Giuntoli (2003)
- E chi vive si dà pace di Augusto Novelli, regia di Adelaide Foti (2003)
- La moglie bella di Bruno Carbocci, regia di Adelaide Foti (2004)
- Le ragazze di San Frediano di Vasco Pratolini, regia di Adelaide Foti e Diana De Lorenzi (2004)
- Bisognino fa trottar la vecchia di Nando Vitali, regia di Adelaide Foti (2004)
- Il villino di campagna di Adelaide Foti, regia di Adelaide Foti (2004)
- Giocondo Zappaterra di Giulio Bucciolini, regia di Adelaide Foti (2004)
- L'albergo del buon riposo di Saint Granier e Philippe Bonnieres, regia di Adelaide Foti (2005)
- La bonanima di Ugo Palmerini, regia di Adelaide Foti (2005)
- Non ti conosco più di Aldo De Benedetti, regia di Adelaide Foti (2006)
- Le burle del Piovano Arlotto di Giulio Bucciolini, regia di Adelaide Foti (2006)
- La zona tranquilla di Emilio Caglieri, regia di Adelaide Foti (2006)
- Niente da dichiarare? di Maurice Hennequin e Pierre Veber, regia di Adelaide Foti (2006)
- L'acqua cheta 2 ovvero "La si decida!" di Gabriele Verzucoli, regia di Adelaide Foti (2007)
- Il gatto in cantina di Nando Vitali, regia di Adelaide Foti (2007)
- L'ortolana del mercato di Sant'Ambrogio di Adelaide Foti, regia di Adelaide Foti (2008)
- La cena dei cretini di Francis Veber, regia di Adelaide Foti e Niccolò Biffoli (2008)
- La mamma malata di Bruno Carbocci, regia di Adelaide Foti (2008)
- Le burle del Piovano Arlotto di Giulio Bucciolini, regia di Adelaide Foti (2008)
- Stenterello Rovinati cerca moglie di Adelaide Foti, regia di Adelaide Foti e Niccolò Biffoli (2009)
- La mì socera la fa le faville di Giulio Bucciolini, regia di Adelaide Foti (2009)
- Funny Money - Soldi da ridere di Ray Cooney, regia di Adelaide Foti e Niccolò Biffoli (2010)
- La sensale di matrimoni di Thornton Wilder, regia di Adelaide Foti (2010)
- Scherzi del destino di Paolo Cardelli, regia di Adelaide Foti (2010)
- La bottega di Sghio di Giovanni Bongini, regia di Adelaide Foti (2010)
- Sorelle Materassi di Aldo Palazzeschi, regia di Marco Toloni e Paolo Biribò (2010)
- La moglie bella di Bruno Carbocci, regia di Adelaide Foti (2011)
- Arsenico e vecchi merletti di Joseph Kesselringreg, regia di Fiorella Sciarretta (2011)
- I' figliolo dì prete di Brunetto Salvini, regia di Adelaide Foti (2012)
- Sartoria di lusso in Borgo Allegri di Adelaide Foti, regia di Adelaide Foti (2012)
- La trovata dì Sor Orazio di Giulio Svetoni, regia di Adelaide Foti (2012)
- Ora no, tesoro! di Ray Cooney, regia di Adelaide Foti (2012)
- Niente di dazio? di Adelaide Foti, regia di Adelaide Foti (2013)
- Il castigamatti di Giulio Svetoni, regia di Adelaide Foti (2013)
- La macellara di Giuseppina Viti Pierazzuoli, regia di Adelaide Foti (2014)

## Opere
- Il villino di campagna
- Stenterello Rovinati cerca moglie
- La martinella
- L'ortolana del mercato di Sant'Ambrogio
- Sartoria di lusso in Borgo Allegri
- Niente di dazio?
- Il cavallo di Troia